# Histoire des Juifs de l'Égypte hellénistique et romaine
Cet article présente les données archéologiques sur la communauté des Juifs d'Égypte à l'époque de la domination grecque et à celle de la domination romaine. Les sources, comme pour les Juifs d'Éléphantine, sont principalement l'ouvrage de Joseph Mélèze-Modrzejewski, Les Juifs d'Égypte de Ramsès II à Hadrien.

## Les Juifs d'Égypte de la domination perse à Alexandre le Grand
La première présence attestée d'une communauté juive en Égypte est fournie par la riche documentation des papyri araméens d'Éléphantine. Il s'agit de soldats professionnels, mercenaires employés par l'administration perse. On perd la trace de cette communauté, fin -399, à la chute de la domination perse.
Alexandre le Grand s'attaque à l'Empire perse à partir de -334. Sa puissante armée s'empare des villes phéniciennes, de Gaza en novembre -332. Puis Jérusalem tombe,. Alexandre conquiert l'Égypte en -331 et fonde Alexandrie.

## Les Juifs d'Égypte sous les Ptolémées
Alexandre accorde aux Juifs de Jérusalem le droit de vivre selon leurs propres lois.

### L'influence grecque sur la communauté juive
Une série de papyri grecs attestent la venue en Égypte, principalement à Alexandrie et dans le Fayoum, d'une importante population juive et de son contact avec la culture grecque. La pratique de la langue grecque se note dans une hellénisation des noms juifs et dans une influence grecque sur le milieu intellectuel juif. Parallèlement, les textes en araméen disparaissent. Dosithéos fait carrière à la cour de Ptolémée III Évergète Ier, Démétrios, sous Ptolémée IV Philopator (né en -222, mort en -205), est historien juif de langue grecque. Philon d'Alexandrie (né en -12, mort en 54) développe une philosophie judéo-alexandrine d'influence platonicienne. C'est pour la Bibliothèque d'Alexandrie que la Bible est traduite en grec (Bible des Septante).

### Des soldats auxclérouques
Les soldats constituent une partie importante de la communauté juive d'Égypte, notamment dans le Fayoum. Certains deviennent des clérouques, c'est-à-dire qu'ils reçoivent, en récompense de leurs services, la pleine propriété de terres transmissibles par héritage. La fortune des clérouques les situe parmi les notables, par opposition aux autochtones égyptiens qui cultivent la terre mais n'en sont pas propriétaires : ces derniers s'appauvrissent alors que les premiers s'enrichissent. Certains clérouques, Grecs comme Juifs, préfèrent louer leurs terres à des paysans égyptiens pour aller mener une existence plus agréable en ville.

### Du statut desHellènesau statut des Juifs
La société égyptienne distingue, par la législation, la communauté des Hellènes, immigrants qui forment l'élite, de la masse des autochtones égyptiens. Les Hellènes, citoyens d'Alexandrie, Naucratis ou Ptolémaïs, sont identifiés par leur provenance (Athéniens, Macédoniens, Thraces, Thessaliens etc.) et gardent les privilèges d'une minorité dominante. Les Égyptiens restent originaires d'Égypte et, même s'ils ont appris le grec et font carrière dans l'administration, ils n'ont pas accès à ces privilèges. Les Asiatiques et les Sémites venus avec Alexandre sont, de même, des Hellènes identifiés par leur provenance. Les Juifs sont donc des Hellènes, grecs par la langue, la culture et la condition sociale, juifs par la religion, membres du groupe dominant. Ce statut des Juifs, propre à l'Égypte, n'existe pas en Grèce : un citoyen Athénien, s'il est Juif, est tenu de célébrer le culte d'Athéna comme tout autre citoyen Athénien.

### La population
On conçoit que ce statut particulier des Juifs en Égypte ait attiré une importante communauté juive. Sur une population estimée à 8,5 millions d'habitants dans l'Égypte romaine (dont un million à Alexandrie), on peut estimer la communauté juive à 300 000 personnes (3 % du total).
Un important quartier juif existe à Alexandrie, le quartier delta (la lettre grecque ∆), situé au nord-est en bord de mer. On y trouve la principale synagogue. Mais d'autres synagogues sont attestées dans d'autres quartiers de la ville (sud-est, sud-ouest), ce qui montre que la population juive habite également dans les autres quartiers d'Alexandrie.
Plusieurs villes du Fayoum abritent d'importantes communautés juives, principalement composées de soldats : Krokodilopolis, Kerkéosiris, Samarie-Kerkéséphis, Apias, Trikomia, Hephaistias. On trouve plusieurs synagogues à Krokodilopolis. Vers -160, le grand prêtre judéen Onias IV, haut dignitaire à la cour de Ptolémée VI Philométor, construit un temple près de Léontopolis. Ce temple, dont aucune ruine n'a pu être retrouvée, fonctionne sur le modèle du temple d'Éléphantine avec prêtres, lévites et culte sacrificiel. L'existence des habitants de la terre d'Onias est attestée par la nécropole juive de Tell el-Yahoudieh, dont les tombes comportent des épitaphes en grec.

### L'hostilité à l'égard des Juifs
Le statut des Hellènes, comme tout statut privilégié dont jouit une communauté dans un pays qu'elle occupe, entraîne une certaine hostilité dans la population égyptienne. Elle se traduit, vis-à-vis des Juifs, par l'apparition, très minoritaire mais réelle, de clichés antisémites dans lesquels les Juifs sont présentés comme des étrangers, malades et malfaisants, qu'il convient de chasser. Mais le principal reproche, aux yeux de la population égyptienne, c'est de faire partie de la minorité dominante. Joseph Mélèze-Modrzejewski écrit :
« De ce point de vue les Égyptiens ne sont pas plus antijuifs qu'antiperses, antigrecs ou antiromains. »
Une certaine hostilité, très minoritaire également, existe dans la communauté grecque. Le principal reproche fait aux Juifs par certains Grecs est de partager les privilèges tout en rejetant une partie importante de la culture liée à la religion. Un conflit avec le pouvoir lagide (c'est-à-dire la dynastie des Ptolémées) semble avoir eu lieu sous Ptolémée IV Philopator un peu avant l'an -200. Mais c'est sous la domination romaine que ce reproche va prendre corps. Il mènera au massacre de la communauté juive d'Égypte.

## Les Juifs d'Égypte sous l'occupation romaine
En l'an -30, Octave s'empare de l'Égypte. Proclamé premier empereur romain en l'an -27, Octave devient Auguste, cependant que l'Égypte devient une province de l'Empire romain.

### La législation romaine
La province d'Égypte, gouvernée par un préfet, conserve cependant, au sein de l'Empire romain, un statut particulier. Elle n'est pas massivement colonisée et, dans l'administration, la langue grecque reste couramment utilisée. Mais l'ancienne organisation sociale est abolie au profit de la législation romaine, qui ne distingue que trois catégories de personnes : ceux qui sont des citoyens, ceux qui ne le sont pas et les esclaves. La catégorie des Hellènes, fondée sur le pays d'origine, disparaît totalement. Restent citoyens les Grecs des grandes villes, c'est-à-dire ceux d'Alexandrie, de Naucratis et de Ptolémaïs, mais les Grecs provinciaux perdent le statut de citoyens pour devenir, aux yeux de la législation, de simples Égyptiens. Cependant, comme l'administration locale a néanmoins besoin de ces Grecs simples Égyptiens, le conquérant romain leur accorde un privilège financier : ils bénéficient d'un taux réduit sur l'impôt personnel auquel est soumis tout Égyptien mâle de 14 à 62 ans. Ce régime fiscal privilégié, accordé aux Grecs sous condition qu'ils soient résidents urbains, propriétaires fonciers et d'éducation grecque, les associe au pouvoir romain en faisant d'eux des notables provinciaux.
Dans cette législation, simple et stricte, imposée par Auguste, où les Hellènes reçoivent le droit de cité, les Juifs qui s'estimaient grecs en vertu de leur culture, sont assimilés aux Égyptiens et perdent leur statut, ce qui constitue pour eux une déchéance politique et un véritable désastre.

### Les Juifs d'Alexandrie sous Tibère et Caligula, le préfet Flaccus
Selon le récit de Philon d'Alexandrie, Contre Flaccus, des Alexandrins, dont le gymnasiarque Isidôros, mènent une campagne haineuse contre les Juifs, accusés de comploter contre la stabilité de l'Empire. Ils reprochent au préfet Flaccus, nommé par Tibère, sa mansuétude. À la mort de Tibère, Flaccus, peu apprécié de Caligula, cherche l'appui d'Isidôros et de ses amis en faisant alliance avec eux. Le refus des Juifs de mettre des statues de Caligula dans les proseuques déclenchent les émeutes anti-juives d'Alexandrie (38-40). En août 38, les Juifs sont expulsés des quartiers de la ville, regroupés et entassés dans une partie du quartier ∆, dépouillés de leurs biens et, toujours selon le récit de Philon d'Alexandrie, brûlés vifs.
Flaccus est arrêté en octobre 38 sur l'ordre de Caligula, condamné à l'exil et ses biens sont saisis. Une ambassade avec Isidôros et Apion se rend à Rome. Une autre ambassade conduite par Philon d'Alexandrie s'y rend à son tour, mais doit attendre quinze mois avant d'être reçue par Caligula. Caligula est assassiné le 24 janvier 41. Des troubles éclatent à Alexandrie, au cours desquels les Juifs prennent sur les Grecs leur revanche du pogrom de l'an 38.

### Les Juifs d'Alexandrie sous Claude, Néron et Vespasien, le préfet Tiberius
Devant l'empereur Claude se déroule, à Rome, le procès qu'intente Isidôros contre Agrippa Ier, le roi Juif que Claude vient de faire accéder au trône de Judée. S'adressant à Agrippa, Isidôros déclare, à propos des Juifs :
« Mon grief contre eux est qu'ils s'efforcent de précipiter le monde entier dans un état de trouble. »
Pour Sénèque (né en -4, mort en 65), ils sont une « gent scélérate entre toutes ». En 41, Claude condamne Isidôros à mort et ordonne son exécution. Il adresse aux Alexandrins une lettre qu'il fait afficher dans la cité :
« Je vous dirai donc simplement que, si vous ne mettez pas fin à ces détestables fureurs mutuelles, je serai forcé de vous montrer de quoi est capable un prince bienveillant quand il est pris d'une juste colère. »
Tiberius Julius Alexander appartient à l'une des très rares famille juive de citoyens romains : son père, frère de Philon d'Alexandrie, haut fonctionnaire (alabarque, c'est-à-dire contrôleur général des douanes, semble-t-il) et grand propriétaire foncier, ami de Claude, a obtenu d'Auguste le droit de cité romaine. Tiberius est procurateur impérial en Égypte (de 42 à 46), procurateur de Judée (nommé par Claude, de 46 à 48), officier haut gradé de l'armée d'Orient (en 63), préfet d'Égypte (nommé par Néron, de 66 à juillet 69). Il participe, au côté de Titus, alors responsable en chef de la guerre de Judée, au siège de Jérusalem en l'an 69-70 et à la destruction du temple.
En l'an 66, un soulèvement juif éclate à Alexandrie, que Tiberius écrase sévèrement. Flavius Josèphe en fait le récit. Selon cette source (Guerre des Juifs II, 490-493) :
« Comprenant que les Juifs ne cesseraient leur rébellion qu'au prix d'une sanction sévère, Tiberius lâcha sur eux les deux légions romaines stationnées dans la ville, plus de deux mille hommes venus de Libye qui se trouvaient là par hasard, juste pour la perte des Juifs. Il les autorisa non seulement à tuer les rebelles, mais à piller leurs biens et à brûler leurs maisons. Ils foncèrent sur le quartier appelé Delta, où la population juive était concentrée, et exécutèrent leurs consignes non pas, certes, sans effusion de sang.  »

### Le massacre des Juifs révoltés d'Égypte sous Trajan
Sous Trajan, une grande révolte des Juifs, dirigée surtout contre les Grecs, éclate au plus tard à l'automne 115 (cf. Eusèbe de Césarée) ou 116, au moment où débute le siège d'Hatra (d'après Dion Cassius) à Cyrène puis à Alexandrie en 116 avant de se répandre notamment à Chypre. Si l'on s'appuie sur les ostraca trouvés à Edfou, la révolte initiale débute au plus tard l'année suivante. Le contexte et les objectifs de la rébellion sont méconnus,,. Selon Eusèbe de Césarée, le chef des juifs révoltés en Cyrénaïque se proclame roi et marche en direction de l'Égypte, peut-être avec pour objectif la Judée, ce qui peut conduire à une explication messianique, mais cela reste très hypothétique. L'empereur romain, Trajan, est alors en campagne contre les Parthes et a conquis toute la Mésopotamie. Les autorités romaines ne s'attendent pas à une révolte puisque la légion stationnée près d'Alexandrie est en campagne avec l'empereur.
En Cyrénaïque, de très nombreux Grecs sont massacrés par les révoltés, et un grand nombre de monuments publics, de temples et de sanctuaires sont ravagés. En Égypte, la révolte mène à des massacres de Grecs à Alexandrie et dans tous le pays. Les Grecs réagissent et reprennent Alexandrie. L'insurrection juive mène aussi à d'importantes destructions, la situation économique du pays est réduite à néant, l'Égypte est ravagée. À Chypre, selon certains auteurs antiques, les révoltés juifs auraient massacrés 240 000 Grecs, chiffre totalement invraisemblable et exagéré, mais qui témoigne de l'ampleur et de la violence de la rébellion juive.
La réaction romaine est lente, les autorités provinciales étant dépassées, l'empereur devant alors faire face à un sursaut des Parthes qui lui coupent sa retraite et l'armée d'Orient qu’il commande mobilise une grande partie des troupes disponibles dans la partie orientale de l'Empire. En Mésopotamie, Lusius Quietus est chargé d'écraser la révolte tandis qu'en Égypte, à Cyrène et peut-être à Chypre, c'est Quintus Marcius Turbo, envoyé de l'empereur muni de pouvoir spéciaux, qui reçoit la mission de réprimer la rébellion juive. Il est aidé, à Alexandrie, par les Grecs ainsi que, semble-t-il, des commandos d'esclaves qui commettent des exactions et des massacres dans le quartier ∆, où la grande synagogue est détruite, et, dans les campagnes, par les Grecs ainsi que par des villageois égyptiens. On ignore le détail des campagnes menées par Turbo ainsi que les troupes à sa disposition, mais, à l'été 117, à la mort de l'empereur, la paix est restaurée. De très nombreux Juifs sont tués et la répression est « terrible ».
On possède peu d'éléments pour juger de l'ampleur exacte des massacres de part et d'autre. Des analyses détaillées comparatives des reçus d'impôts sur ostraca, avant et après le massacre, sont menées. En effet, depuis la destruction du temple en 70, Vespasien a converti la traditionnelle contribution d'un demi-shekel que verse chaque Juif au profit du temple en une redevance affectée au culte de Jupiter Capitolin. La comptabilité, précise, de cet impôt spécial que paient tous les Juifs permet d'évaluer, directement et de façon non subjective, le nombre des victimes de la répression de 115-117. Sur le site d'Edfou, sur 70 ostraca qui ont été retrouvés, il reste un seul règlement, payé en l'an 116. Il s'agit d'un esclave dont le maître est juif (les esclaves dont le maître est Juif sont, qu'ils soient Juifs ou non, assujettis à l'impôt comme leur maître). Sur le site de Karanis, dans le Fayoum, bourgade qui compte plus d'un millier de Juifs adultes de sexe masculin, un seul règlement d'impôt postérieur à l'an 117 (sous Antonin le Pieux ou sous Marc Aurèle) est retrouvé,. En revanche, la communauté juive d'Alexandrie, de loin la plus importante du pays, se maintient, bien qu'affaiblie. Cependant, selon l'historien grec contemporain Appien d'Alexandrie, « l'empereur Trajan […] extermine les Juifs d'Égypte », et Chypre est définitivement privée de toute présence juive. L'ensemble de ces révoltes juives de 115-117 est connu dans l'histoire sous le nom de guerre de Kitos, ainsi nommée en référence à Lusius Quietus.
En examinant les registres de propriété, Joseph Mélèze-Modrzejewski remarque que l'administration a inventé une législation spéciale pour les anciens biens des Juifs. Alors que les biens des propriétaires grecs décédés sont déclarés être des biens vacants, ceux des propriétaires juifs décédés sont déclarés être des biens confisqués. Le massacre de la communauté juive d'Égypte par le pouvoir romain est ainsi institutionnalisé au niveau du langage juridique. L'ampleur de cette répression semble curieusement méconnue. L'ouvrage monumental de Raul Hilberg, La Destruction des Juifs d'Europe, ouvrage de référence, ne comporte, dans le chapitre Les précédents, qu'une très brève note de bas page (T. I, p. 52) mentionnant l'existence d'une révolte en 115-117 sous Trajan, sans dire un seul mot de la répression et de son ampleur.
Il est à noter que peu de temps après cette révolte, les chefs grecs d'Alexandrie accusent Hadrien, dont Quintus Marcius Turbo est le principal conseiller et général, ainsi que préfet du prétoire, d'avoir nommé un préfet d'Égypte favorable aux Juifs, et qui aide les rescapés juifs d'Égypte, venant des villages, à s'installer dans un camp près d'Alexandrie. Le conflit entre Grecs et Juifs d'Égypte est peut-être attisé par le fait que l'élite sociale juive d'Égypte souhaite accéder à la citoyenneté, ce à quoi s'opposent avec violence les Grecs d'Alexandrie.